# James Blish
James Benjamin “Jimmy” Blish  (East Orange, 23 de mayo de 1921-Henley-on-Thames, 30 de julio de 1975) fue un crítico y escritor adscrito a los géneros fantástico y de ciencia ficción estadounidense. Es conocido por sus novelas "Ciudades en Vuelo" y su serie de novelizaciones de Star Trek , escritas junto a su esposa, J. A. Lawrence. Su novela "Un Caso de Conciencia" ganó el Premio Hugo. Se le atribuye la creación del término "gigante gaseoso" para referirse a los grandes cuerpos planetarios.
Blish escribió críticas literarias de ciencia ficción usando el seudónimo de William Atheling Jr. Sus otros seudónimos incluían a Donald Laverty, John MacDougal y Arthur Lloyd Merlyn.

## Biografía
Blish nació el 23 de mayo de 1921 en East Orange (Nueva Jersey). Blish asistió a las reuniones de la Sociedad Futuriana de Ciencia Ficción en la ciudad de Nueva York durante este período. Los miembros de la Sociedad Futuriana, Damon Knight y Cyril M. Kornbluth, se hicieron amigos cercanos. Sin embargo, las relaciones de Blish con otros miembros a menudo eran tensas.  Un blanco personal fue su compañera Judith Merril, con quien debatía sobre política. Merril solía desestimar la autodescripción de Blish de ser un "fascista de papel". Escribió en "Better to Have Loved" (2002): "Por supuesto que [Blish] no era fascista, antisemita ni nada de eso, pero cada vez que usaba esa frase, me ponía furiosa".
Estudió microbiología en la Universidad Rutgers y la Universidad de Columbia, y entre 1942 y 1944 trabajó como técnico médico en el ejército de Estados Unidos. Después de la guerra se convirtió en el editor científico de la compañía farmacéutica Pfizer. 
Fue miembro del grupo de los futurianos desde la década de 1930 hasta la década de 1940.  Su primera publicación la realizó en 1940, y su carrera en este campo progresó hasta optar por dedicarse a escribir a tiempo completo.
Blish estuvo casado con la agente literario Virginia Kidd entre 1947 y 1963.
Se le atribuye haber acuñado el término Gigante gaseoso en Solar Plexus, que apareció en la antología Beyond Human Ken (1952) editada por Judith Merril (el artículo fue publicado originalmente en 1941, pero esa versión no contiene el término; aparentemente Blish lo agregó al reescribir el texto para esta antología). Entre 1967 y su fallecimiento por cáncer de pulmón en 1975, Blish escribió colecciones autorizadas de relatos cortos basados en serie televisiva Star Trek de la década de 1960, redactando once volúmenes de la adaptación de sus episodios. Murió dejando inconclusa Star Trek 12, y su segunda esposa J.A. (Judith Ann) Lawrence, completó el libro y más tarde las adaptaciones en el volumen Mudd's Angels. En 1970, Blish escribió Spock Must Die!, la primera novela original para lectores adultos basada en la serie (desde entonces, cientos más han sido publicados).
Blish vivió en la avenida de la ciencia ficción «Arrowhead» en Milford, Pensilvania, hasta mediados de la década de 1960. En 1968, emigró a Inglaterra, y vivió en Oxford hasta su muerte en Henley-on-Thames en 1975. Está enterrado en el cementerio Holywell, cerca de la tumba de Kenneth Grahame.

## Obras seleccionadas

### Cities in Flight
- They Shall Have Stars (1956; también publicada bajo el título Year 2018!).
- A Life for the Stars (1962).
- Earthman Come Home (1955; originalmente publicada como cuatro cuentos).
- The Triumph of Time, (1958; publicada en el Reino Unido como A Clash of Cymbals).

### After Such Knowledge
- A Case of Conscience (primera sección publicada en la revista If en 1953, la versión ampliada fue publicada en 1958).
- Doctor Mirabilis (1964), sobre Roger Bacon.
- Black Easter, or Faust Aleph-null, serializada como Faust aleph-null en la revista If en 1968.
- The Day After Judgment (publicado como Galaxy Science Fiction en 1970, publicación como libro 1971).
- The Devil's Day (1990, Gregg Press), incluye Black Easter y The Day After Judgment.
- After Such Knowledge (1991, Legend Books).

### The Haertel Scholium
- Galactic Cluster (Signet, 1959) —contiene entre otras a Beep, Common Time y Nor Iron Bars. * So Close to Home (1961).
- The Star Dwellers (1961).
- Mission to the Heart Stars (1965) —secuela de The Star Dwellers.
- Welcome to Mars! (1967).
- Anywhen (1970) —contiene entre otras a la novela corta A Traitor of Quality y el cuento A Dusk of Idols (la edición británica de 1971 remueve el prefacio y agrega el cuento Skysign).
- Midsummer Century (1972).
- A Case of Conscience.

### Otras novelas
- There Shall Be No Darkness (Thrilling Wonder Stories, 1950).
- The Warriors of Day (1951).
- Jack of Eagles (1952).
- Get Out of My Sky (1957).
- Fallen Star (1957), publicada también como The Frozen Year.
- VOR (1958), ampliado por Blish desde The Weakness of RVOG con Damon Knight {Thrilling Wonder Stories, febrero de 1949]
- Titans' Daughter (1961), ampliado desde Beanstalk (en Future Tense, ed. K. F. Crossen, 1952).
- The Night Shapes (1962).
- The Duplicated Man (con R. W. Lowndes, 1959).
- A Torrent of Faces (con Norman L. Knight, 1967).
- The Vanished Jet (1968).
- And All the Stars a Stage (1971).
- The Quincunx of Time (1973), expansión de "Beep" (Galaxy, febrero de 1954).

### Star Trek
- Star Trek (1967) (posteriormente Star Trek 1).
- Star Trek 2 (1968)
- Star Trek 3 (1969)
- Spock Must Die! (1970).
- Star Trek 4 (1971)
- Star Trek 5 (1972)
- Star Trek 6 (1972)
- Star Trek 7 (1972)
- Star Trek 8 (1972)
- Star Trek 9 (1973)
- Star Trek 10 (1974)
- Star Trek 11 (1975)
- Star Trek 12 (1977) [con Judith Ann Lawrence]
- Star Trek: The Classic Episodes 1 (con Judith Ann Lawrence) (1991) (27 de las adaptaciones se realizaron en orden de transmisión).
- Star Trek: The Classic Episodes 2 (con Judith Ann Lawrence) (1991) (25 de las adaptaciones se realizaron en orden de transmisión).
- Star Trek: The Classic Episodes 3 (con Judith Ann Lawrence) (1991) (24 de las adaptaciones se realizaron en orden de transmisión).

### Otras colecciones
- The Seedling Stars (1957).
- Best Science Fiction Stories of James Blish (1965).
- A Work of Art and other stories (editado por Francis Lyall) (1993).
- A Dusk of Idols and other stories (editado por Francis Lyall) (1996).
- Flight of Eagles (editado por James Mann, prefacio de Tom Shippey) (2009).

### Antologías
- New Dreams This Morning (1966).
- Nebula Award Stories No. 5 (1970).
- Thirteen O'Clock and other zero hours (colección de C M Kornbluth stories; editado por Blish) (1970).